# اکسپو ۲۰۲۰
اکسپو ۲۰۲۰ (به انگلیسی: Expo 2020) (به معنی نمایشگاه ۲۰۲۰) یک نمایشگاه جهانی به میزبانی دبی بود که از ۱ اکتبر ۲۰۲۱ تا ۳۱ مارس ۲۰۲۲ به مدت ۱۸۱ روز با شرکت ۱۹۲ کشور برگزار شد. در ابتدا قرار بود نمایشگاه در اکتبر ۲۰۲۰ برگزار شود اما به‌دلیل دنیاگیری کووید-۱۹ یک سال به عقب افتاد. دفتر بین‌المللی نمایشگاه‌ها (BIE) در سال ۲۰۱۳ دبی را واجد شرایط و برگزاری اکسپو ۲۰۲۰ دانست.
در آغاز این رویداد، پنج شهر برای برگزاری این نمایشگاه در سال ۲۰۲۰ پیشنهاد شدند که از میانِ آنها چهار شهر در رقابت باقی ماندند: دبی از امارات متحده عربی، اکاترینبرگ از روسیه، ازمیر از ترکیه و سائو پائولو از برزیل. دبی برای نخستین‌بار از خاورمیانه (خلیج فارس) این رویداد را میزبانی کرد.
بلیت ورودی این رویداد برای افراد زیر ۱۸ سال، بالای ۶۰ سال و دانشجویان (در صورت داشتن کارت بین‌المللی) رایگان بود.

## پاویون ایران
پاویون جمهوری اسلامی ایران در اکسپو ۲۰۲۰ دوبی، توسط سید رضا فاطمی امین، وزیر صنعت، معدن و تجارت از طریق ویدیو کنفرانس در ۱۰ مهر ۱۴۰۰ افتتاح شد.
پاویون ایران در Mobility District و در کنار پاویون کشورهای فرانسه و شیلی قرار داشت و شعار آن، «ایران، تمدن کهن و استوار، تنوع اقوام و میزبان ملت‌ها» بود.
وزیر امور خارجه تایلند، به عنوان اولین مقام خارجی و رسمی، از پاویون ایران بازدید کرد.

## نامزدهای اکسپو ۲۰۲۰
نامزدهای میزبانی اکسپو ۲۰۲۰ عبارت بودند از:
- ازمیر، ترکیه[۵][۶]
- یکاترینبورگ، روسیه[۷][۸]
- سائوپائولو، برزیل[۹][۱۰]
- دبی، امارات، امارات متحده عربی[۱۱]